# Koordinatė
AB Koordinatė war ein Werkzeugmaschinen-Hersteller in Litauen mit Sitz in Kaunas. Das Unternehmen beschäftigte fast 2000 Mitarbeiter (1976). Es produzierte Drehmaschinen, Schleifmaschinen und Ersatzteile für Maschinen in der Landwirtschaft.

## Geschichte
1953 wurde Kauno remonto gamykla (dt. ‚Remontwerk Kaunas‘) in Sowjetlitauen gegründet. 1959 wurde es zu Kauno staklių gamykla. 1962 wurde es nach Feliksas Dzeržinskis (1877–1926), einem kommunistischen Berufsrevolutionär polnischer Herkunft (und Gründer und Leiter der bolschewistischen Geheimpolizei Tscheka), benannt und hieß dann Dzeržinskio staklių gamykla. 1975 produzierte man 787 Maschinen.

## Koordinatė
Am 23. Januar 1991 wurde das staatliche Unternehmen Valstybinė įmonė Koordinatė registriert.
Am 15. Juni 1993 wurde Akcinė bendrovė Koordinatė errichtet. 1995 verkaufte die Firma die Webstühle im Namen der deutschen Firma GOLmatic. 1995 wurde eine Analyse der möglichen Traktor-Fertigungsorganisation geführt. 1996 wurde das Unternehmen auf Vorschlag des Industrie- und Handelsministerium Litauens von der Regierung Litauens vom langjährigen Verzugsgelds befreit. Von 1996 bis 1997 handelte man mit den Unternehmensaktien bei Nacionalinė vertybinių popierių birža.
Am 31. Januar 1997 wurde das Insolvenzverfahren im Bezirksgericht Kaunas eröffnet und später im Februar 1998 abgeschlossen. Am 17. Juni 1999 wurde AB Koordinatė liquidiert. 
Bis 31. März 2005 gab es ein eigenes Erholungshaus (Valstybinės įmonės Koordinatė poilsio namai Lakštingala) im Kurort Palanga (J.-Basanavičiaus-Str. 28) an der Ostsee.